# یانیتسا کوستلیچ
یانیتسا کوستلیچ (به کروات: Janica Kostelić) ورزشکار زن رشتهٔ اسکی آلپاین اهل کشور کرواسی است. وی در بین سال‌های ‎۲۰۰۲ تا ۲۰۰۶ میلادی در مسابقات بازی‌های المپیک زمستانی در مجموع ۶ مدال، شامل ۴ مدال طلا و ۲ نقره را کسب کرد.